# Бабошкин, Андрей Степанович
Андрей Степанович Бабошкин  (6 декабря 1968, СССР) — российский футболист, игрок в мини-футбол. Более всего известен выступлениями за московский клуб КСМ-24. Игрок сборной СССР по мини-футболу, автор первого гола в истории команды.

## Биография
Начинал спортивную карьеру в большом футболе — в 1987 году играл за клуб 2-й лиги «Волга» (Калинин).
В 1991 году Бабошкин дебютировал в мини-футболе за московский КСМ-24. Вместе с командой он принял участие в первом и единственном чемпионате СССР по мини-футболу и стал чемпионом. Андрей внёс весомый вклад в этот успех команды и потому был вызван в сборную СССР, готовившуюся к первому в истории международному матчу против сборной Венгрии.
Именно Бабошкин забил первый гол в истории сборной. В той встрече он сделал дубль. Отличился Андрей и во втором матче команды, забив сборной Италии. Он сыграл во всех четырёх матчах в истории советской сборной, однако в сборные СНГ и России не вызывался.
Бабошкин выступал за КСМ-24 (впоследствии — «ГКИ-Газпром») до 1998 года и всё это время входил в число лучших бомбардиров команды.
Одновременно с этим, в 1992 и в 1994 году играл в Финляндии за клубы низших дивизионов — КеПС (Кеми) и Висан П (Кеми).
Затем он по сезону отыграл за другие столичные клубы ЦСКА и «Интеко», после чего на высоком уровне больше не играл.

## Достижения
- Чемпион СССР по мини-футболу 1991
- Обладатель Кубка Высшей Лиги: 1997